# Melodifestivalen
Melodifestivalen (dosł. festiwal melodii, znany również jako Melfest albo Mello) – coroczny konkurs muzyczny organizowany od 1959 przez szwedzkich nadawców publicznych – Sveriges Television (SVT) i Sveriges Radio (SR), a jednocześnie krajowe eliminacje do Konkursu Piosenki Eurowizji. Od 2000 najbardziej popularny w Szwecji program telewizyjny, nadawany zarówno w telewizji, radiu, jak i internecie.
Sześciu zwycięzców festiwalu wygrywało jednocześnie Konkurs Piosenki Eurowizji, a osiemnastu kolejnych uplasowało się w najlepszej piątce. Same zawody mają również wpływ na szwedzki rynek muzyczny, w tym listy przebojów. Lekko zaaranżowane piosenki pop, typowe dla tego festiwalu, są określane w Szwecji mianem szlagierów. Dlatego też, również sam konkurs często nazywany jest przez szwedzkie media Schlagerfestivalen – festiwalem szlagierów. Nie oznacza to jednak, że inne style muzyczne jak rap, reggae czy glam rock nie pojawiają się na festiwalu.
W 2012 półfinały przyciągnęły średnio 3,3 mln widzów, a ponad 4 mln Szwedów obserwowało finał konkursu. Finał Melodifestivalen przyciąga również corocznie do stolicy kraju – Sztokholmu znaczną liczbę turystów.
W latach 2002–2014 organizowany był dziecięcy odpowiednik konkursu – Lilla Melodifestivalen, w którym wyłaniany był reprezentant Szwecji w Konkursie Piosenki Eurowizji Junior.

## Format konkursu

### Uczestnictwo

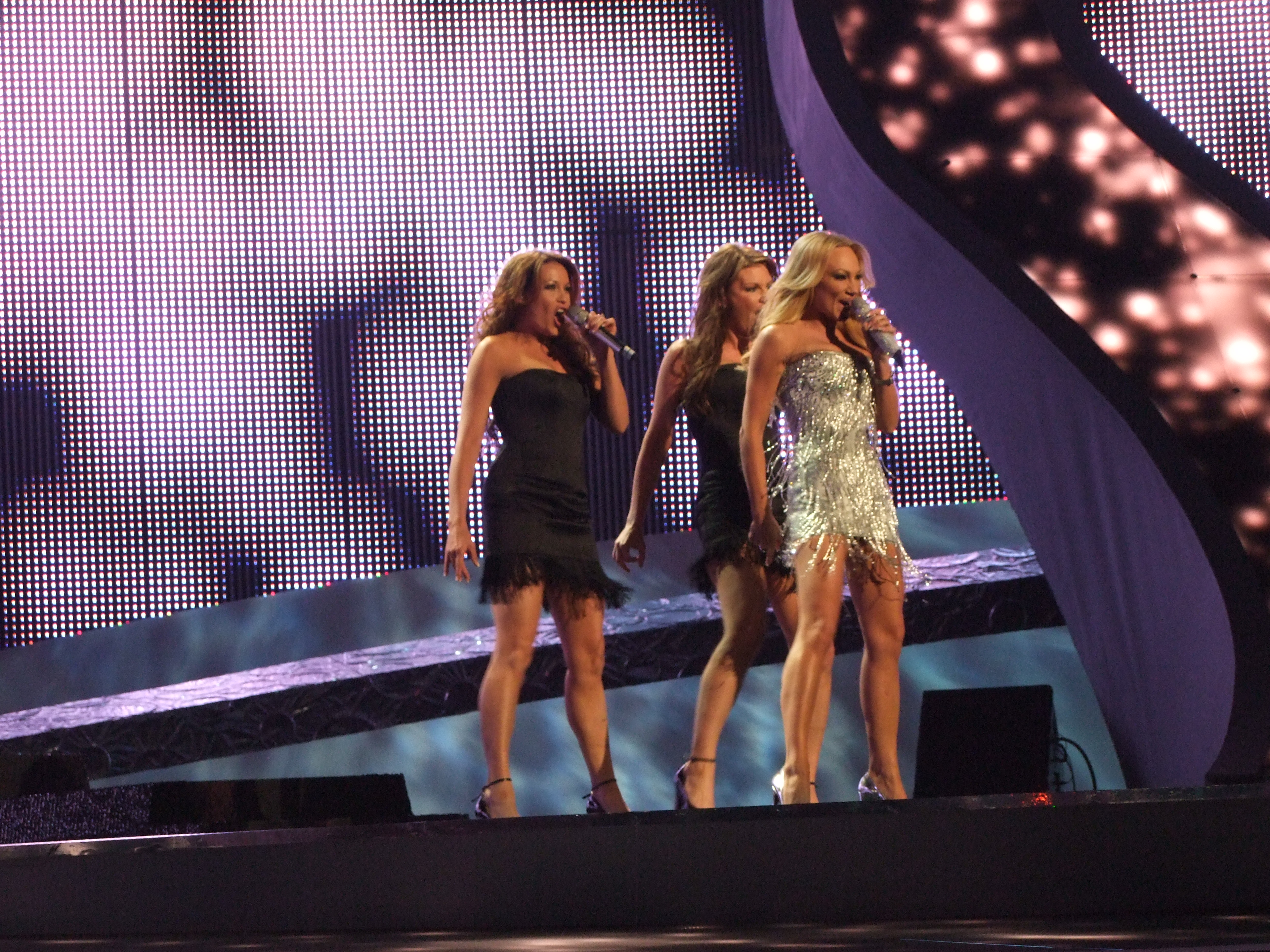
Charlotte Perrelli podczas 53. Konkursu Piosenki Eurowizji w Belgradzie (2008)

Od powstania Melodifestivalen do konkursu zgłosiły się setki piosenek i wykonawców. Aby się zakwalifikować, autorzy piosenek i wykonawcy muszą mieć co najmniej 16 lat w dniu pierwszego półfinału Konkursu Piosenki Eurowizji tego roku. W 2012 autorzy piosenek mieszkający poza Szwecją po raz pierwszy zostali dopuszczeni do udziału w programie, pod warunkiem że przy utworze współpracowali z co najmniej jednym szwedzkim autorem piosenek.
Do 2001 roku program był ograniczony do jednego konkursu. Liczba uczestników wahała się od pięciu do dwunastu. System dwóch rund był używany sporadycznie w latach 1981–1998, w którym wszyscy oprócz pięciu zawodników zostali wyeliminowani w pierwszej turze głosowania. W 2002 twórcy wprowadzili półfinały, a liczba zawodników wówczas wzrosła do 32.
Melodifestivalen był punktem startowym sukcesu popularnych lokalnych wykonawców, takich jak ABBA, Tommy Körberg czy Lisa Nilsson. W konkursie gościli wykonawcy spoza Szwecji, w tym: Baccara, Alannah Myles, Katrina Leskanich, Cornelis Vreeswijk, Margaret czy Marcus & Martinus. Uczestnicy Melodifestivalen reprezentowali także wcześniej inne kraje na Eurowizji.
Brak kwalifikacji do drugiej rundy w tym systemie był postrzegany jako porażka wybitnego artysty: kiedy brak awansu Elisabeth Andreassen do finału programu w 1984 prawie zakończył jej karierę. Jednocześnie, podczas gdy lokalne sukcesy zwycięzców Melodifestivalen są powszechne, większość uczestników jest po konkursie zapomniana, a niewielu odnosi znaczące międzynarodowe sukcesy. Wpływ, jaki konkurs wywiera na szwedzkich listach przebojów, oznacza, że artysta nie musi wygrywać konkursu, aby zarobić znaczną sprzedaż płyt w kraju. Tydzień po czwartym ćwierćfinale w 2023 roku piosenki z festiwalu znalazły się na wysokich miejscach na krajowych listach przebojów.

### Selekcja utworów
Proces eliminacji tysiąca potencjalnych utworów do dwudziestu ośmiu trwa ponad siedem miesięcy – cały proces zaczyna się w maju ubiegłego roku, a zakończony jest w styczniu. SVT bezpośrednio wybiera czternaście zgłoszeń, a trzynaście dodatkowych utworów pochodzi ze specjalnych zaproszeń wystosowanych przez SVT lub innych utworów wybranych przez SVT spośród nadesłanych zgłoszeń. W latach 2012–2022 dwudziesty ósmy utwór był wybierany w konkursie „P4 Nästa”. Co najmniej 10% z wszystkich dwudziestu ośmiu piosenek musi być śpiewanych po szwedzku.
Nad procesem nadsyłania czuwają członkowie Szwedzkiego Stowarzyszenia Wydawców Muzycznych (SMFF), którego zadaniem jest zmniejszenie liczby utworów, których liczba rocznie przekracza od 3000; do około 1200. 3440 zgłoszeń otrzymanych w preselekcji na Melodifestivalen 2009 to największa liczba w historii konkursu. Zgłoszenia wybrane przez SMFF są następnie przekazywane szesnastoosobowemu jury złożonemu z profesjonalnych muzyków, pracowników SVT i innych członków społeczeństwa – od nastolatków po osoby starsze. Zakwalifikowane piosenki wraz z ich kompozytorami i autorami tekstów zostaną ogłoszone pod koniec września – nie ogłasza się artysty, przez co często pojawiają się spekulacje na temat tego, kto wykona te piosenki. Zakwalifikowani autorzy piosenek muszą udzielać wywiadów dla SVT, uczestniczyć w konferencji prasowej przed konkursem i pozostawać otwarci na występy promocyjne, jeśli ich piosenka dotrze do finału.
Dawniej działał system tzw. „dzikich kart” (joker) w celu zróżnicowania prezentowanej muzyki. Czterech artystów zostało zaproszonych przez SVT do zgłoszenia wybranej przez siebie piosenki do konkursu. System został wycofany w 2013 roku.

## Zasady konkursu

### Głosowanie
Przed wprowadzeniem obecnego systemu głosowania w 1999 o zwycięzcy Melodifestivalen decydowało jury regionalne lub oparte na wieku. W 1993 roku głosowanie telewidzów zostało użyte eksperymentalnie, ale okazało się nieskuteczne – szwedzka sieć telefoniczna załamała się z powodu wielkiej liczby połączeń, a twierdzenia szwedzkiej prasy brukowej sugerowały, że korzystanie z teległosowania drastycznie zmieniło wyniki. Obecny format głosowania wprowadzony w 1999 to system podobny do tego stosowanego podczas Konkursu Piosenki Eurowizji. Głosowanie składa się z dwóch segmentów, w pierwszym jury ogłasza swoje głosy, a w drugim ogłaszany jest wynik teległosowania. Łączna wartość głosów zwykle wynosi 2 × 473 punkty (2 × 638 od 2018), co oznacza, że głosy telewidzów i jury mają równowartość 50/50 w ostatecznym wyniku.
Komisja jurorska do 2010 roku reprezentowana była przez róźne regiony Szwecji, a od 2011 roku jako międzynarodowe jury przez kraje uczestniczące w Konkursie Piosenki Eurowizji. Do 2017 każde jury przyznawało 1, 2, 4, 6, 8, 10 i 12 punktów siedmiu najlepszym utworom; jednak w 2018 punktacja została zmieniona na typowo eurowizyjne 1–7, 8, 10 i 12 punktów. Jurorzy tradycyjnie głosują tylko w finale, a w ćwierćfinałach i półfinale finalistów wybierają wyłącznie widzowie.
Głosowanie telewidzów wprowadzono w 1999 roku, a do 2010 liczba punktów możliwych do otrzymania od telewidzów była ustalana przed konkursem: siedem najlepszych piosenek otrzymywało standardowo 11, 22, 44, 66, 88, 110 i 132 punkty (oprócz 2009 gdzie z powodu zwiększonej ilości jurorów skalę zmieniono). W latach 2011–2018 punkty telewidzów były przyznawane każdemu utworowi na podstawie procentu głosów otrzymanych w ogólnej liczbie głosów. W 2019 roku wprowadzono system grup wiekowych – każda z ośmiu grup przyznaje punkty zgodnie ze swoimi ulubionymi utworami. W ćwierćfinałach (do 2022 półfinałach) każda grupa może przyznać 43 punkty w skali 12, 10, 8, 6, 4, 2 i 1. W finale każda grupa może przyznać 58 punktów w skali 12, 10, 8, 7, 6, 5, 4, 3, 2 i 1. Jeżeli podczas pokazu wyświetla się kształt przezroczystego telefonu, oznacza to, że utwór najpopularniejszy jest z osobami głosującymi telefonicznie.
Po głosowaniu jury, wynik głosowania telewidzów był do 2018 ujawniany przez gospodarzy w kolejności rosnącej, a od 2019 w kolejności artystów z najgorszymi wynikami u jury. Linie telefoniczne zostają otwarte natychmiast po zapowiedzi finału w radiu i nie zamykają się do czasu głosowania jury. Dla każdego utworu pokazane są dwa numery telefonów, co daje widzom możliwość przekazania pieniędzy na organizację charytatywną Radiohjälpen SVT podczas głosowania. Widzowie mogą również głosować za pomocą wiadomości tekstowych i aplikacji Melodifestivalen, a głosować mogą tylko mieszkańcy Szwecji. W przypadku remisu zwycięża piosenka, która otrzymała więcej punktów od publiczności. Od 2019 podczas występów w lewym-dolnym kącie ekranu zauważyć można kształt serca, które zmienia kolory. Kolor serca symbolizuje grupę wiekową w aplikacji Melodifestivalen, od której utwór obecnie uzyskuje najwięcej głosów.

## Zwycięzcy
| Rok  | Piosenka                              | Artysta                           | Wynik w finale Eurowizji                             | Punkty                                       | Półfinał                                     | Punkty                                       |
| ---- | ------------------------------------- | --------------------------------- | ---------------------------------------------------- | -------------------------------------------- | -------------------------------------------- | -------------------------------------------- |
| 1959 | „Augustin”                            | Siw Malmkvist                     | 9. miejsce (wykonywana przez Britę Borg)             | 4                                            | Brak rundy półfinałowej                      | Brak rundy półfinałowej                      |
| 1960 | „Alla andra får varann”               | Östen Warnerbring/Inger Berggren  | 10. miejsce (wykonywana przez Siw Malmkvist)         | 4                                            | Brak rundy półfinałowej                      | Brak rundy półfinałowej                      |
| 1961 | „April, April”                        | Siw Malmkvist/Gunnar Wiklund      | 14. miejsce (wykonywana przez Lill-Babs)             | 2                                            | Brak rundy półfinałowej                      | Brak rundy półfinałowej                      |
| 1962 | „Sol och vår”                         | Inger Berggren/Lily Berglund      | 7. miejsce                                           | 4                                            | Brak rundy półfinałowej                      | Brak rundy półfinałowej                      |
| 1963 | „En gång i Stockholm”                 | Monica Zetterlund/Carli Tornehave | 13. miejsce                                          | 0                                            | Brak rundy półfinałowej                      | Brak rundy półfinałowej                      |
| 1965 | „Annorstädes vals”                    | Ingvar Wixell                     | 10. miejsce (pod tytułem „Absent Friend”)            | 6                                            | Brak rundy półfinałowej                      | Brak rundy półfinałowej                      |
| 1966 | „Nygammal vals”                       | Lill Lindfors i Svante Thuresson  | 2. miejsce                                           | 16                                           | Brak rundy półfinałowej                      | Brak rundy półfinałowej                      |
| 1967 | „Som en dröm”                         | Östen Warnerbring                 | 8. miejsce                                           | 7                                            | Brak rundy półfinałowej                      | Brak rundy półfinałowej                      |
| 1968 | „Det börjar verka kärlek, banne mej”  | Claes-Göran Hederström            | 5. miejsce                                           | 15                                           | Brak rundy półfinałowej                      | Brak rundy półfinałowej                      |
| 1969 | „Judy, min vän”                       | Tommy Körberg                     | 9. miejsce                                           | 8                                            | Brak rundy półfinałowej                      | Brak rundy półfinałowej                      |
| 1971 | „Vita vidder”                         | Family Four                       | 6. miejsce                                           | 85                                           | Brak rundy półfinałowej                      | Brak rundy półfinałowej                      |
| 1972 | „Härliga sommardag”                   | Family Four                       | 13. miejsce                                          | 75                                           | Brak rundy półfinałowej                      | Brak rundy półfinałowej                      |
| 1973 | „Sommaren som aldrig säger nej”       | Malta                             | 5. miejsce (pod tytułem „You’re Summer”)             | 94                                           | Brak rundy półfinałowej                      | Brak rundy półfinałowej                      |
| 1974 | „Waterloo”                            | ABBA                              | 1. miejsce                                           | 24                                           | Brak rundy półfinałowej                      | Brak rundy półfinałowej                      |
| 1975 | „Jennie, Jennie”                      | Lasse Berghagen                   | 8. miejsce                                           | 72                                           | Brak rundy półfinałowej                      | Brak rundy półfinałowej                      |
| 1977 | „Beatles”                             | Forbes                            | 18. miejsce                                          | 2                                            | Brak rundy półfinałowej                      | Brak rundy półfinałowej                      |
| 1978 | „Det blir alltid värre framåt natten” | Björn Skifs                       | 14. miejsce                                          | 26                                           | Brak rundy półfinałowej                      | Brak rundy półfinałowej                      |
| 1979 | „Satellit”                            | Ted Gärdestad                     | 17. miejsce                                          | 8                                            | Brak rundy półfinałowej                      | Brak rundy półfinałowej                      |
| 1980 | „Just nu!”                            | Tomas Ledin                       | 10. miejsce                                          | 47                                           | Brak rundy półfinałowej                      | Brak rundy półfinałowej                      |
| 1981 | „Fångad i en dröm”                    | Björn Skifs                       | 10. miejsce                                          | 50                                           | Brak rundy półfinałowej                      | Brak rundy półfinałowej                      |
| 1982 | „Dag efter dag”                       | Chips                             | 8. miejsce                                           | 67                                           | Brak rundy półfinałowej                      | Brak rundy półfinałowej                      |
| 1983 | „Främling”                            | Carola                            | 3. miejsce                                           | 126                                          | Brak rundy półfinałowej                      | Brak rundy półfinałowej                      |
| 1984 | „Diggi-Loo Diggi-Ley”                 | Herreys                           | 1. miejsce                                           | 145                                          | Brak rundy półfinałowej                      | Brak rundy półfinałowej                      |
| 1985 | „Bra vibrationer”                     | Kikki Danielsson                  | 3. miejsce                                           | 103                                          | Brak rundy półfinałowej                      | Brak rundy półfinałowej                      |
| 1986 | „E' de' det här du kallar kärlek?”    | Lasse Holm i Monica Törnell       | 5. miejsce                                           | 78                                           | Brak rundy półfinałowej                      | Brak rundy półfinałowej                      |
| 1987 | „Fyra bugg och en Coca Cola”          | Lotta Engberg                     | 12. miejsce (pod tytułem „Boogaloo”)                 | 50                                           | Brak rundy półfinałowej                      | Brak rundy półfinałowej                      |
| 1988 | „Stad i ljus”                         | Tommy Körberg                     | 12. miejsce                                          | 52                                           | Brak rundy półfinałowej                      | Brak rundy półfinałowej                      |
| 1989 | „En dag”                              | Tommy Nilsson                     | 4. miejsce                                           | 110                                          | Brak rundy półfinałowej                      | Brak rundy półfinałowej                      |
| 1990 | „Som en vind”                         | Edin-Ådahl                        | 16. miejsce                                          | 24                                           | Brak rundy półfinałowej                      | Brak rundy półfinałowej                      |
| 1991 | „Fångad av en stormvind”              | Carola                            | 1. miejsce                                           | 146                                          | Brak rundy półfinałowej                      | Brak rundy półfinałowej                      |
| 1992 | „I morgon är en annan dag”            | Christer Björkman                 | 22. miejsce                                          | 9                                            | Brak rundy półfinałowej                      | Brak rundy półfinałowej                      |
| 1993 | „Eloise”                              | Arvingarna                        | 7. miejsce                                           | 89                                           | Brak rundy półfinałowej                      | Brak rundy półfinałowej                      |
| 1994 | „Stjärnorna”                          | Roger Pontare i Marie Bergman     | 13. miejsce                                          | 48                                           | Brak rundy półfinałowej                      | Brak rundy półfinałowej                      |
| 1995 | „Se på mig”                           | Jan Johansen                      | 3. miejsce                                           | 100                                          | Brak rundy półfinałowej                      | Brak rundy półfinałowej                      |
| 1996 | „Den vilda”                           | One More Time                     | 3. miejsce                                           | 100                                          | 1                                            | 227                                          |
| 1997 | „Bara hon älskar mig”                 | Blond                             | 14. miejsce                                          | 36                                           | Brak rundy półfinałowej                      | Brak rundy półfinałowej                      |
| 1998 | „Kärleken är”                         | Jill Johnson                      | 10. miejsce                                          | 53                                           | Brak rundy półfinałowej                      | Brak rundy półfinałowej                      |
| 1999 | „Tusen och en natt”                   | Charlotte Nilsson                 | 1. miejsce (jako „Take Me to Your Heaven”)           | 163                                          | Brak rundy półfinałowej                      | Brak rundy półfinałowej                      |
| 2000 | „När vindarna viskar mitt namn”       | Roger Pontare                     | 7. miejsce (jako „When Spirits Are Calling My Name”) | 88                                           | Brak rundy półfinałowej                      | Brak rundy półfinałowej                      |
| 2001 | „Lyssna till ditt hjärta”             | Friends                           | 5. miejsce (jako „Listen to Your Heartbeat”)         | 100                                          | Brak rundy półfinałowej                      | Brak rundy półfinałowej                      |
| 2002 | „Never Let It Go”                     | Afro-Dite                         | 8. miejsce                                           | 72                                           | Brak rundy półfinałowej                      | Brak rundy półfinałowej                      |
| 2003 | „Give Me Your Love”                   | Fame                              | 5. miejsce                                           | 107                                          | Brak rundy półfinałowej                      | Brak rundy półfinałowej                      |
| 2004 | „Det gör ont”                         | Lena Philipsson                   | 5. miejsce (jako „It Hurts”)                         | 170                                          | Top 11                                       | Top 11                                       |
| 2005 | „Las Vegas”                           | Martin Stenmarck                  | 19. miejsce                                          | 30                                           | Top 12                                       | Top 12                                       |
| 2006 | „Evighet”                             | Carola                            | 5. miejsce (jako „Invincible”)                       | 170                                          | 4                                            | 214                                          |
| 2007 | „The Worrying Kind”                   | The Ark                           | 18. miejsce                                          | 51                                           | Top 10                                       | Top 10                                       |
| 2008 | „Hero”                                | Charlotte Perrelli                | 18. miejsce                                          | 47                                           | 12                                           | 54                                           |
| 2009 | „La voix”                             | Malena Ernman                     | 21. miejsce                                          | 33                                           | 4                                            | 105                                          |
| 2010 | „This Is My Life”                     | Anna Bergendahl                   | –                                                    | –                                            | 11                                           | 62                                           |
| 2011 | „Popular”                             | Eric Saade                        | 3. miejsce                                           | 185                                          | 1                                            | 155                                          |
| 2012 | „Euphoria”                            | Loreen                            | 1. miejsce                                           | 372                                          | 1                                            | 181                                          |
| 2013 | „You”                                 | Robin Stjernberg                  | 14. miejsce                                          | 62                                           | Organizator                                  | Organizator                                  |
| 2014 | „Undo”                                | Sanna Nielsen                     | 3. miejsce                                           | 218                                          | 2                                            | 131                                          |
| 2015 | „Heroes”                              | Måns Zelmerlöw                    | 1. miejsce                                           | 365                                          | 1                                            | 217                                          |
| 2016 | „If I Were Sorry”                     | Frans                             | 5. miejsce                                           | 261                                          | Organizator                                  | Organizator                                  |
| 2017 | „I Can’t Go On”                       | Robin Bengtsson                   | 5. miejsce                                           | 344                                          | 3                                            | 227                                          |
| 2018 | „Dance You Off”                       | Benjamin Ingrosso                 | 7. miejsce                                           | 274                                          | 2                                            | 254                                          |
| 2019 | „Too Late for Love”                   | John Lundvik                      | 5. miejsce                                           | 334                                          | 3                                            | 238                                          |
| 2020 | „Move”                                | The Mamas                         | Konkurs anulowany z powodu pandemii COVID-19         | Konkurs anulowany z powodu pandemii COVID-19 | Konkurs anulowany z powodu pandemii COVID-19 | Konkurs anulowany z powodu pandemii COVID-19 |
| 2021 | „Voices”                              | Tusse                             | 14. miejsce                                          | 109                                          | 7                                            | 142                                          |
| 2022 | „Hold Me Closer”                      | Cornelia Jakobs                   | 4. miejsce                                           | 438                                          | 1                                            | 396                                          |
| 2023 | „Tattoo”                              | Loreen                            | 1. miejsce                                           | 583                                          | 2                                            | 135                                          |
| 2024 | „Unforgettable”                       | Marcus & Martinus                 | 9. miejsce                                           | 174                                          | Organizator                                  | Organizator                                  |
| 2025 | „Bara bada bastu”                     | KAJ                               | 4. miejsce                                           | 321                                          | 4                                            | 118                                          |

## Najlepsza piosenkaMelodifestivaleniAlla tiders Melodifestival
W listopadzie 2004 telewizja SVT zorganizowała koncert z okazji 50-lecia Melodifestivalen. Podczas koncertu wybrano najlepszy utwór w historii festiwalu, a wyboru dokonano spośród 15 propozycji, które wygrały internetowe głosowanie zorganizowane przez stację. Na liście znalazły się utwory: „Fångad av en stormvind”, „Främling” i „Mitt i ett äventyr” Caroli, „Se på mig” Jana Johansena, „Det börjar verka kärlek banne mig” Claes-Görana Hederströma, „Det gör ont” Leny Philipsson, „Michelangelo” Björna Skifsa, „I morgon är en annan dag” Christera Björkmana, „Diggi-loo diggi-ley” boys bandu Herreys, „Augustin” Siw Malmkvist i Brity Borg, „Waterloo” zespołu ABBA, „Stad i ljus” Tommy’ego Körberga, „Tusen och en natt” Charlotte Nilsson, „Symfonin” Loa Falkmana i „När vindarna viskar mitt namn” Rogera Pontarego. Ogłoszenie wyników nastąpiło podczas gali charytatywnej Världens Barn. Plebiscyt wygrał przebój „Waterloo” zespołu ABBA, drugie miejsce zajęła piosenka „Främling” Caroli, a trzecie – „Diggi-loo diggi-ley” boys bandu Herreys. W marcu 2005 w hali Cirkus w Sztokholmie zorganizowano koncert Alla tiders Melodifestival, podczas którego szwedzcy artyści zaprezentowali utwory, które zajęły pierwsze dziesięć miejsc w plebiscycie. Transmisja wydarzenia odbyła się na początku kwietnia.